# Madamina, il catalogo è questo
Madamina, il catalogo è questo (Senyoreta, el catàleg és aquest) és una ària per a baix de l'òpera Don Giovanni de Wolfgang Amadeus Mozart, composta sobre un llibret en italià de Lorenzo da Ponte. També és coneguda com l'ària del catàleg.
Aquesta ària apareix a la cinquena escena del primer acte de l'òpera, quan Leporello es dirigeix a Donna Elvira. L'ària és una descripció i recompte de les amants de Don Giovanni, l'amo de Leporello, un registre que en bona part és cantat sobre una melodia alegre. És una de les àries més cèlebres i populars de Mozart.

## Text
| Madamina, il catalogo è questo Delle belle che amò il padron mio; un catalogo egli è che ho fatt'io; Osservate, leggete con me. In Italia seicento e quaranta; In Alemagna duecento e trentuna; Cento in Francia, in Turchia novantuna; Ma in Ispagna son già mille e tre. V'han fra queste contadine, Cameriere, cittadine, V'han contesse, baronesse, Marchesane, principesse. E v'han donne d'ogni grado, D'ogni forma, d'ogni età. Nella bionda egli ha l'usanza Di lodar la gentilezza, Nella bruna la costanza, Nella bianca la dolcezza. Vuol d'inverno la grassotta, Vuol d'estate la magrotta; È la grande maestosa, La piccina è ognor vezzosa. Delle vecchie fa conquista Pel piacer di porle in lista; Sua passion predominante È la giovin principiante. Non si picca – se sia ricca, Se sia brutta, se sia bella; Purché porti la gonnella, Voi sapete quel che fa. |

## Estructura i versions prèvies
Les dues meitats de l'ària inverteixen l'ordre habitual de la cavatina seguit per la cabaletta: a la primera hi apareix un ràpid allegro en compàs 4/4, al llarg del que Leporello resumeix les nombroses ocupacions de les amants de Don Giovanni; a la segona, un andante con moto en 3/4 (amb una melodia similar a la del larghetto del Quintet per a piano i vent del mateix Mozart), Leporello descriu els acostaments i preferències de Don Giovanni, que Donna Elvira escolta, presumiblement esglaiada.
Aquesta escena, on el servent de Don Giovanni exposa una relació de les amants del seu amo, ja apareixia a moltes versions anteriors de la història de Don Joan, ja fossin òperes, obres de teatre i commedia dell'arte: el seu origen probablement és una versió de Il convitato di pietra, atribuïda a Andrea Cicognini. La precursora més immediata a l'ària en qüestió (estrenada l'any 1787, uns pocs mesos abans que el Don Giovanni de Mozart) va ser l'òpera Don Giovanni, o sia Il convitato di pietra de Giuseppe Gazzaniga sobre un llibret de Giovanni Bertati. En aquesta òpera, l'ària on Pasquariello, el servent de Don Giovanni, descriu el catàleg d'amants del seu amo a Donna Elvira presenta força punts de contacte amb l'ària de Mozart, visibles en el text.

## Comentaris a l'ària
Søren Kierkegaard comenta l'ària a la secció «Els estadis eròtics immediats o l'eròtic musical» de la seva obra O l'un o l'altre, i valora la possibilitat que el número 1003, que és el total de dones espanyoles seduïdes per Don Giovanni, fos un últim vestigi de la llegenda sobre Don Joan; a més, el fet que s'esmenti tal nombre resulta rar i arbitrari, la qual cosa li suggereix a Kierkegaard que la llista no està completa i que Don Giovanni encara l'està expandint. A més, Kierkegaard considera que aquesta ària inclou el veritable significat èpic de Don Giovanni: en condensar en grans grups innombrables dones s'expressa la universalitat de Don Giovanni com a símbol de sensualitat i anhel pel femení.
Alguns especialistes consideren que alguns recursos del text i de la música estan destinats a transmetre un significat universal: per exemple, Luigi Dallapiccola observa que al vers «Cento in França, in Turchia novantuna» es trenca el ritme d'octosíl·labs, il·luminant d'aquesta manera tota l'ària. Segons Massimo Mila, «el gest còmic d'aquesta commedia dell'arte (sovint acompanyat del gest de desenrotllar el pergamí del catàleg d'amants de Don Giovanni cap al públic) va tenir conseqüències incalculables per determinar la interpretació romàntica del personatge de Don Giovanni». El romanticisme interpretava l'obsessió expressada al catàleg com un anhel de l'absolut.
Aquesta ària és la base de l'obra In Re Don Giovanni (1977) de Michael Nyman, la seva primera composició per a la Michael Nyman Band. L'obra de Nyman es construeix a partir dels quinze primers compassos de l'ària, que van variant al llarg de la composició. Al seu torn, aquesta obra també apareix a l'òpera de Nyman Letters, Riddles and Writs, titulada «Benefici i pèrdua» i convertida en un duet entre Wolfgang Amadeus Mozart i el seu pare, Leopold Mozart.